# Killaloo
Killaloo (Coill a' Lao in gaelico irlandese) è un villaggio dell'Irlanda del Nord, situato nella contea di Londonderry.